# Голяма полуос
В геометрията голяма полуос се отнася до елипси и хиперболи.

## Елипса
Полуглавната ос на елипсата е половината от голямата ос от центъра и през фокус до точка от елипсата. Голямата ос е най-дългата отсечка, миниваща през двата фокуса и съединяваща двете най-отдалечени точки от фигурата.
Ексцентрицитетът {\displaystyle (e)} е свързан с малката полуос {\displaystyle (b)} и голямата полуос посредством зависимостта:
{\displaystyle b=a{\sqrt {1-e^{2}}}}
Голямата полуос е средноаритметичната стойност на най-голямото {\displaystyle r={l \over {1-e}}} и най-малкото {\displaystyle r={l \over {1+e}}} разстояние от фокуса до точки от елипсата.

## Хипербола
Голямата полуос на хипербола е половината от разстоянието между двете части на хиперболата. Ако разстоянието е по абсцисата то:
{\displaystyle {\frac {\left(x-h\right)^{2}}{a^{2}}}-{\frac {\left(y-k\right)^{2}}{b^{2}}}=1}

## Астрономия

### Орбитален период
В астродинамиката орбитален период {\displaystyle T\,} на тяло с незначителна маса и размери на орбита (кръгова или елиптична) около масивно тяло със сферична форма е:
{\displaystyle T=2\pi {\sqrt {a^{3}/\mu }}}
където:
{\displaystyle a\,} е дължината на голямата полуос
{\displaystyle \mu } е стандартен гравитационен параметър
Забележете че за всички елипси с една и съща голяма полуос орбиталния период е един и същ, независимо от ексцентрицитета.
В астрономията, голямата полуос е един от най-важните орбитални параметри, заедно с орбиталния период. За обекти в Слънчевата система орбиталният период и голямата полуос са свързани със третия закон на Кеплер:
{\displaystyle P^{2}=a^{3}\,}
където P е периода измерен в години и a е голямата полуос в АЕ. Закона е частен случай за M >> m на общия закон на гравитацията на Исак Нютон:
{\displaystyle P^{2}={\frac {4\pi ^{2}}{G(M+m)}}a^{3}\,}
където G е гравитационна константа, M е масата на централното тяло, а m е масата на тялото на орбита около централното.

### Средно разстояние
Средно разстояние може да се определи по следния начин:
- средното разстояние по ексцентричната аномалия е равно на голямата полуос.
- средното разстояние по същинската аномалия (с постоянен ъгъл спрямо фокуса) е равно на малката полуос {\displaystyle b=a{\sqrt {1-e^{2}}}}.
- средното разстояние по средната аномалия (част от орбиталния период изминала след перицентъра, в радиани), е средното разстояние (в класическия смисъл) {\displaystyle a(1+{\frac {e^{2}}{2}})\,}

### Енергия; изчисление на главната полуос от вектори на положението
В астродинамиката главната полуос {\displaystyle a\,} може да бъде изчислена от орбиталните вектори на положението по следния начин:
{\displaystyle a={-\mu  \over {2\epsilon }}\,} за елиптична орбита и {\displaystyle a={\mu  \over {2\epsilon }}\,} за хиперболична траектория
както и
{\displaystyle \epsilon ={v^{2} \over {2}}-{\mu  \over \left|\mathbf {r} \right|}} (специфична орбитална енергия)
и
{\displaystyle \mu =GM\,} (стандартен гравитационен параметър),
където:
- {\displaystyle v\,} е орбиталната скорост на обекта на орбита,
- {\displaystyle \mathbf {r} \,} е векторът на позицията на обекта на орбита в съответните координати на системата, спрямо която биват изчислявани орбиталните параметри (например геоцентрична равнина за орбита около Земята и хелиоцентрична еклиптика за орбита около Слънцето),
- {\displaystyle G\,} е гравитационната константа,
- {\displaystyle M\,} е масата на централното тяло.

За дадена маса на централното тяло и обща специфична енергия, голямата полуос е винаги една и съща независимо от ексцентрицитета и обратно.

## Пример
Международната космическа станция има орбитален период от 91,74 минути и следователно има голяма полуос от 6738 km . За всяка минута допълнителна минута орбитален период се равнява на приблизително 50 km по-дълга ос: за допълнителните 300 km от орбиталната обиколка са необходими 40 секунди, а по-ниската орбитална скорост води до удължаване на периода с още 20 секунди.